# Isabella Tod

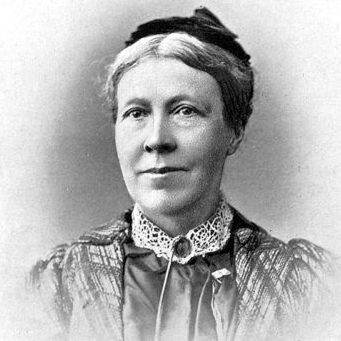
Isabella Tod

Isabella Maria Susan Tod (* 18. Mai 1836 in Edinburgh; † 8. Dezember 1896 in Belfast) war eine britische Frauenrechtlerin, die hauptsächlich in Nordirland wirkte.

## Leben
Isabella Tod wurde als Tochter des schottischen Kaufmannes James Banks Tod und dessen Ehefrau Maria Isabella Waddell geboren. Ihre Mutter stammte aus einer ulster-schottischen Familie; zu ihrer Verwandtschaft gehörten mit dem Prediger Charles Mastertown (1679–1750) und dem Missionar Hope Masterton Waddell (1804–1895) gleich zwei nordirische presbyterianische Kirchenmänner. Tod hatte mindestens einen Bruder, der eine Kaufmannskarriere in London einschlug. Wohl von ihrer Mutter zuhause unterrichtet, zog sie als junge Erwachsene gemeinsam mit ihrer Mutter nach Nordirland und lebte mit ihr bis zu deren Tod 1877 zusammen. 1867 machte Tod erstmals auf sich aufmerksam, als sie einen Essay mit dem Titel On advanced education for girls of the upper and middle classes zu einem Treffen der National Association for the Promotion of Social Science beisteuerte. Anschließend stand sie einem Gremium vor, dass eine Kampagne für die Verbesserung der Stellung verheirateter Frauen im property law anführte – ein zentrales Anlegen der frühen Frauenbewegung. Ebenfalls 1867 initiierte sie in Belfast die Gründung des Ladies’ Institute, das interessierten Mädchen und Frauen private Bildungsmöglichkeiten anbot, um so deren berufliche Perspektiven zu verbessern. Auch leitete Tod eine erfolgreiche Kampagne, um Frauen zu Abschlussprüfungen an der Queen’s University Belfast zuzulassen. Instrumental war sie ebenfalls darin, dass im britischen Intermediate Education Act von 1877 auch Mädchen berücksichtigt wurden und so ein erster politischer Schritt hin zu gleichen Bildungschancen für Mädchen und Jungen gelegt werden konnte.
Angeregt durch die Schwierigkeiten, politischen Fortschritt für Frauenrechte zu reichen, ohne dass Frauen das aktive und passive Wahlrecht hatten, begann Tod in den 1870er Jahren verstärkt, genau auf dieses Frauenwahlrecht zu drängen. Mit der North of Ireland Women’s Suffrage Committee begründete sie 1871 die erste Suffragettenorganisation des Vereinigten Königreichs. Diese Organisation wurde später der nordirische Regionalverband der National Society for Women’s Suffrage. In den nächsten Jahren war sie neben Josephine Butler, Lydia Becker und Helen Blackburn eine der prominentesten britischen Suffragetten. Besonderen Erfolg hatte sie mit Kampagnen für das Frauenwahlrecht in lokalen Wahlen; ihre Heimatstadt Belfast war 1887 die erste irische Stadt, die die Teilnahme von Frauen an städtischen Wahlen erlaubte. Nebenher engagierte sie sich auch in der Abstinenzbewegung und war auch in dieser Hinsicht – neben Margaret Byers – eine der führenden Belfaster Aktivistinnen ihrer Zeit. Doch auch auf nationaler Ebene war sie von 1877 bis 1892 als Vizepräsidentin der British Women’s Temperance Association und ab 1893 als Vizepräsidentin der Women’s Total Abstinence Union in der Abstinenzbewegung aktiv. In den 1880er Jahren betätigte sie sich vor allem in der Ladies National Association, einer Frauenrechtsorganisation, die sich in Opposition zum Contagious Diseases Acts bildete, das Frauen, die in den Augen der Polizei der Prostitution nachgingen, ihrer Bürgerrechte beschnitt. Parallel machte sie gegen William Ewart Gladstones Home Rule Bill von 1886 Stimmung. Da es Irland – inklusive der Provinz Ulster – ein großes Maß an politischer Unabhängigkeit versprach, sah es Tod als große Gefahr für ihr Lebenswerk, da ihre politischen Erfolg ihrer Ansicht nach in einem unabhängigen Irland in Gefahr gewesen wären.
Um ihren Lebensunterhalt zu verdienen, schrieb Tod ab den 1860er Jahren anonym Artikel für verschiedenen Zeitungen in Irland. Ausgelaugt vom jahrelangen Kampf gegen das Home Rule Bill, starb Tod nach langer Krankheit im Alter von 60 Jahren im Dezember 1896 in Belfast. Todesursächlich war eine Erkrankung der Atemwege. Sie liegt in Belfast begraben.